# Ilex brassii
Ilex brassii är en järneksväxtart som beskrevs av Merrill och Perry. Ilex brassii ingår i släktet järnekar, och familjen järneksväxter. Inga underarter finns listade i Catalogue of Life.